# El Garrobo
El Garrobo is een gemeente in de Spaanse provincie Sevilla in de regio Andalusië met een oppervlakte van 44,35 km². El Garrobo telt 770 inwoners (1 januari 2016).

## Demografische ontwikkeling
Bron: INE, 1857-2011: volkstellingen